# How to Destroy Angels
Gli How to Destroy Angels (abbreviato HTDA) sono un gruppo musicale post-industrial statunitense composto dal leader dei Nine Inch Nails Trent Reznor, sua moglie Mariqueen Maandig, Atticus Ross e Rob Sheridan.

## Storia del gruppo
Dopo aver temporaneamente messo in pausa il progetto Nine Inch Nails, Trent Reznor, insieme a sua moglie Mariqueen Maandig e Atticus Ross, dà vita al progetto. Dopo pochi mesi, il 14 maggio 2010, pubblicano il primo singolo A Drowning, seguito 10 giorni dopo dal videoclip di The Space in Between. Viene successivamente pubblicata una terza traccia attraverso l'applicazione iPad di Wired ed il sito ufficiale. Il brano, intitolato The Believers, farà poi parte nel 2011 della colonna sonora del film Limitless.
Il primo giugno 2010 viene pubblicato un EP contenente le tracce sopracitate insieme ad altri tre pezzi inediti, dal titolo How To Destroy Angels.
Il 9 dicembre 2011 il gruppo pubblica una cover del brano di Bryan Ferry Is Your Love Strong Enough? per la colonna sonora del film Millennium - Uomini che odiano le donne di David Fincher.
Dopo delle dichiarazioni di Reznor riguardo all'uscita del primo album in studio, inizialmente prevista per l'estate 2012, il 16 novembre dello stesso anno viene pubblicato il secondo EP della band intitolato An Omen EP.
Il primo album del gruppo, dal titolo Welcome Oblivion, viene poi pubblicato il 5 marzo 2013, anticipato dal singolo How Long?.

## Formazione
- Mariqueen Maandig – voce, tastiera
- Trent Reznor – chitarra, sintetizzatore, tastiera, voce
- Atticus Ross – programmazione, sintetizzatore
- Rob Sheridan – sintetizzatore

Turnisti
- Alessandro Cortini – basso, sintetizzatore, cori

## Discografia

### Album in studio
- 2013 – Welcome Oblivion

### EP
- 2010 – How to Destroy Angels
- 2012 – An Omen EP

### Singoli
- 2010 – A Drowning
- 2012 – Keep It Togheter
- 2013 – How Long?